# Pleburan
Pleburan is een bestuurslaag in het regentschap Semarang van de provincie Midden-Java, Indonesië. Pleburan telt 6305 inwoners (volkstelling 2010).